# ياريجان سفلي (مياندوآب)
ياريجان سفلي هي قرية في مقاطعة مياندوآب، إيران. يقدر عدد سكانها بـ 318 نسمة بحسب إحصاء 2016.